# Герман Стефанссон (письменник)
Герман Стефансон (нар. 25 липня 1968, Рейк'явік, Ісландія) — ісландський письменник, музикант і поет. Його роман «Oblivion» був названий орієнтиром в ісландській літературі. Герман написав багато книжок у багатьох категоріях книг, як він сам каже, що він не дотримується певної категорії. Його останні книги популярні в ісландській культурі, і він був номінований на «Ісленський букмемандралун» у 2015 році за книгою «Leiðin út í heim».

## Праці
- Hermann Stefánsson: Guðjón Ólafssons Zeitreise als Laborratte. Roman. Aus dem Isländischen von Richard Kölbl 256 Seiten. ISBN 978-3-940331-07-6